# Astillé
Astillé település Franciaországban, Mayenne megyében. Lakosainak száma 887 fő (2022. január 1.). Astillé Ahuillé, Cosmes, Cossé-le-Vivien, Courbeveille, Montigné-le-Brillant, Nuillé-sur-Vicoin és Quelaines-Saint-Gault községekkel határos.

## Népesség
A település népességének változása:
| Lakosok száma | 488  | 506  | 521  | 695  | 833  | 865  | 870  | 879  | 884  | 887  |
|               | 1968 | 1982 | 1990 | 2006 | 2013 | 2015 | 2017 | 2019 | 2020 | 2022 |